# Отіс Спенн
О́тіс Спенн (англ. Otis Spann; 21 березня 1930, Белзоні або Джексон, Міссісіпі — 24 квітня 1970, Чикаго) — американський блюзовий піаніст і співак. Вважається одним з найвидатніших блюзових сайдменів усіх часів. Майже два десятиліття він грав у гурті Мадді Вотерса (дві третини кар'єри Вотерса). Крім того, записувався сольно, а також як акомпаніатор з Чаком Беррі, Літтл Волтером, Гауліном Вулфом, Сонні Боєм Вільямсоном II, Бадді Гаєм, Джуніором Веллсом, Джонні Шайнсом та багатьма іншими.
1980 року включений до Зали слави блюзу.

## Біографія
Народився 21 березня 1930року в Джексоні, штат Міссісіпі (або за іншими джерелами в Белзоні) у родині музикантів. Його рідним батьком був, згідно з апокрифічними джерелами, піаніст на прізвисько Фрайдей Форд. Його мати, Джозефіна Ербі, грала на гітарі і одного разу записувалася з Мемфіс Мінні. Його вітчим, Френк Х'юстон Спенн, грав на фортепіано і проповідував у своєму рідному місті Белцоні, штат Міссісіпі, що розташоваується в нижній частині дельти Міссісіпі. Зазнав впливу двох місцевих піаністів, Фрайдей Форда та Толлі Монтгомері, рідного брата Літтл Бразер Монтгомері. Був одним з п'яти дітей в сім'ї. Його родина мешкала в Джексоні і Пелагатчі. Навчився грати на фортепіано у віці семи років, а вже у вісім років здобув перемогу на конкурсі талантів в Alamo Theater і почав грати для місцевих водевілей. Музикант також стверджував, що до чотирнадцяти років регулярно давав концерти в клубах в околицях Джексона.
Його мати померла в середині 1940-х років, і після чого переїхав з відчимом до Чикаго, де працював муляром. Вдень він працював на будівництві, а вночі відвідував блюзові клуби. Він познайомився з Біг Масео Меррівезером, який грав разом з гітаристом Тампом Редом; він уважно спостерігав за грубим фортепіанним стилем Літтл Бразер Монтгомері та Санніленда Сліма. Виступав з гітаристом Моррісом Педжо та іншими музикантами, після чого у 1951 році приєдався до гурту Мадді Вотерса, що сформувався у наступому складі: Мадді Вотерс, Джиммі Роджерс, Літтл Волтер, Елджин Еванс і Отіс Спенн. Також був визначений шаблон для сучасного електричного рок-гурту: дві гітари, губна гармоніка, барабани, фортепіано. Спенн став фактично лідером ансамблю Вотерса, залучаючи кожного нового виконавця, коли той приєднувався до групи. Від Джеймса Коттона до Г'юберта Самліна та Пола Ошера, Спенн навчав нових учасників гурту, як акомпанувати Вотерсу. Втім, посади керівника гурту він не обіймав, не бажаючи мати додаткові обов'язки. Грав у гурті Вотерса з 1951 по 1969 роки. Його першим записом з Вотерсом на Chess стала пісня «Blow Wind Blow» (у 1953 році), а другим — «Hoochie Coochie Man». У 1958 році їздив з Вотерсом на гастролі до Англії.
На джазовому фестивалі Ньюпорті в 1960 році Спенн виступав як лідер гурту, перш ніж Вотерс вийшов на сцену. Відтоді розпочав свою сольну кар'єру, одночасно поєднуючи її з роллю сайдмена в гурті Вотерса (у середині 1950-х років він записав декілька синглів на Chess і дочірньому Checker, але виступ в Ньюпорті дав йому серйозний поштовх для сольної кар'єри). Він випустив свій дебютний сольний альбом у дуеті з Робертом Локвудом-молодшим і продовжував записувати альбоми для лейблів Fontana, Storyville, Prestige, Arhoolie, Decca, Spivey, Testament, Vanguard, Blue Horizon, BluesTime і Delmark. Для їх запису них він запрошував, окрім гурту Вотерса, Джонні Шайнса, Джуніора Веллса, Джонні Янга, а згодом і молодших білих виконавців, таких як Ерік Клептон, Пол Баттерфілд, Майкл Блумфілд і Fleetwood Mac. На додаток до безлічі хітів, в яких він акомпонував Вотерсу, грав на фортепіано на таких піснях, як «Forty-Four» Гауліна Вулфа, «I'm a Man» і «Road Runner» Бо Діддлі, «Little Village» Сонні Бой Вільямсона (Райс Міллер), «Lonely Hours» Лоуелла Фулсона і «Walking by Myself» Джиммі Роджерса.
1963 року в Копенгагені записав альбом для данського лейблу Storyville. Наприкінці 1960-х під час гастролей у музиканта стався серцевий напад, однак після цього знову продовжив виступати. 1969 року працював над створенням альбому Fathers and Sons Вотерса, після чого залишив його гурт, щоб розпочати сольну кар'єру. На початку 1970 року, у віці 39 років, у музиканта діагностували рак печінки. 1970 року разом з гуртом Fleetwood Mac записав свій єдиний комерційно успішний хіт «Hungry Country Girl».
Помер 24 квітня 1970 року у віці 40 років від раку печінки в Чикаго в лікарні округу Кук). Похований на кладовищі Берр-Оук в Алсіпі, штат Іллінойс, неподалік Чикаго. На могилі музиканта не було надгробка майже три десятиліття (втановлений коштом шанувальників блюзу 6 червня 1999 року під час приватної церемонії)

## Визнання
1972 року його альбом Walking the Blues (записаний у 1960 році за участі Сент-Луїса Джиммі і Роберта Локвуда-молодшого) посмертно був номінований на 15-й церемонії нагородження премії «Греммі» (в категорії «Найкращий запис етнічного або традиційного фолку»). Це була єдина номінація на нагороду «Греммі» в кар'єрі музиканта. У 1972 році один з концертних майданчиків на фестивалі блюзу й джазу в Анн-Арбор (штат Мічиган) був названий на честь музиканта Того ж року музичний критик газети Village Voice Роберт Крістгау назвав Спенна «найкращим сучасним блюзовим піаністом.»
1980 року на першому засіданні організаційного комітету Зали слави блюзу Отіс Спенн був посмертно включений (в категорії «Виконавці») одним з перших 19 членів, ставши першим піаністом, який був удостоєний такої честі. В Джексоні, штат Міссісіпі, був відкритий знак «Міссісіпської стежки блюзу», присвячений місцю народження музиканта.

## Особисте життя
У середині 1960-х познайомився з Люсіль Дженкінс (1938–1994), яка працювала офіціанткою в нічному клубі, де виступав Спенн; почав з нею співпрацювати як із співачкою, а згодом й одружився. Вони регулярно виступали на концертах у коледжах і разом записувались (The Bottom of the Blues, Cryin' Time), хоча їх партнерство було перервано через смерть піаніста в 1970 році. Люсіль продовжувала займатися музикою та зробила низку записів, включаючи альбом Cry Before I Go в 1974 році.

## Дискографія

### Альбоми
- Otis Spann Is the Blues (Candid, 1961)
- Portrait in Blues (Storyville, 1964; записаний 1963)
- The Blues of Otis Spann (Decca, 1964)
- The Blues Never Die! (Prestige, 1965)
- The Blues Is Where It's At (BluesWay, 1967)
- The Bottom of the Blues (BluesWay, 1968)
- The Biggest Thing Since Colossus (Blue Horizon, 1969)
- Super Black Blues (BluesTime, 1969); з Ті-Боун Вокером і Джо Тернером
- Sweet Giant of the Blues (BluesTime, 1970)
- Cryin' Time (Vanguard, 1970)
- Walking the Blues (Barnaby, 1972; записаний 1960) з Сент-Луїсом Джиммі і Робертом Локвудом-молодшим — номінація премії «Греммі» 1972 року (в категорії «Найкращий запис етнічного або традиційного фолку»)

### Сингли
- «It Must Have Been The Devil»/«Five Spot» (Checker, 1954)
- «Stirs Me Up»/«Keep Your Hand Out of My Pocket» (Decca, 1964)
- «Can't Do Me No Good»/«Bloody Murder» (Blue Horizon, 1968)
- «Walkin'»/«Temperature Is Rising (98.8 Degrees F)» (Blue Horizon, 1968) з Fleetwood Mac
- «Got My Mojo Working»/«Moon Blues» (BluesTime, 1969)